# Antoni Czacharowski
Antoni Barnaba Czacharowski (ur. 11 czerwca 1931 w Czarnym Błocie, zm. 1 kwietnia 2015 w Toruniu) – polski historyk, profesor nauk humanistycznych.

## Życiorys
W 1951 roku ukończył I Liceum Ogólnokształcące w Toruniu. Następnie podjął studia z zakresu historii średniowiecza na Uniwersytecie Mikołaja Kopernika w Toruniu, które ukończył w roku 1955. Pięć lat później obronił doktorat zatytułowany Uposażenie i organizacja klasztoru norbertanek w Żukowie. W 1967 uzyskał stopień doktora habilitowanego za rozprawę pt. Społeczne i polityczne siły w walce o Nową Marchię w latach 1313-1373. Tytuł profesora otrzymał w roku 1991. W 2004 roku przeszedł na emeryturę.
Był członkiem Towarzystwa Naukowego w Toruniu i Polskiego Towarzystwa Historycznego. Był współpracownikiem zespołu redakcyjnego "Germania Slavica" w latach 1981-1982. Pełnił funkcję prorektora UMK w (1982-1984), dziekana (1978-1981) i prodziekana (1973-1975) Wydziału Historycznego, a także kierownika Zakładu Historii Średniowiecza. Odznaczony Krzyżem Oficerskim Orderu Odrodzenia Polski.
Jego specjalnościami były: historia ziem polskich i państwa krzyżackiego.

## Prace badawcze
- Atlas historyczny miast polskich, Malbork, Świecie, Chełmża, Gdańsk (2002)